# Copris pseudomoffartsi
Copris pseudomoffartsi là một loài bọ cánh cứng trong họ Bọ hung (Scarabaeidae).